# Olympique de Paris
Olympique de Paris là một đội bóng đá Pháp có trụ sở tại Paris, tồn tại từ năm 1895 đến 1926. Được thành lập với tên Olympique de Pantin, đội đã chiến thắng Coupe de France vào năm 1918 và chơi trong trận chung kết vào năm 1919 và 1921. Đội hợp nhất với Red Star Saint-Ouen vào năm 1926.

## Lịch sử

### Tên
- 1895-1918   - Olympique de Pantin
- 1918-1926   - Olympique de Paris

## Danh hiệu
- Coupe de France
  - Vô địch: 1918
  - Á quân: 1919, 1921
- Tournoi du Nouvel An
  - Vô địch (1): 1925 [1]
- Tournoi de Pâques
  - Vô địch (1): 1925 [1]
- Tournoi de Pentecôte de Paris
  - Á quân (1): 1925 [1]